# Lubin (Insel Wolin)

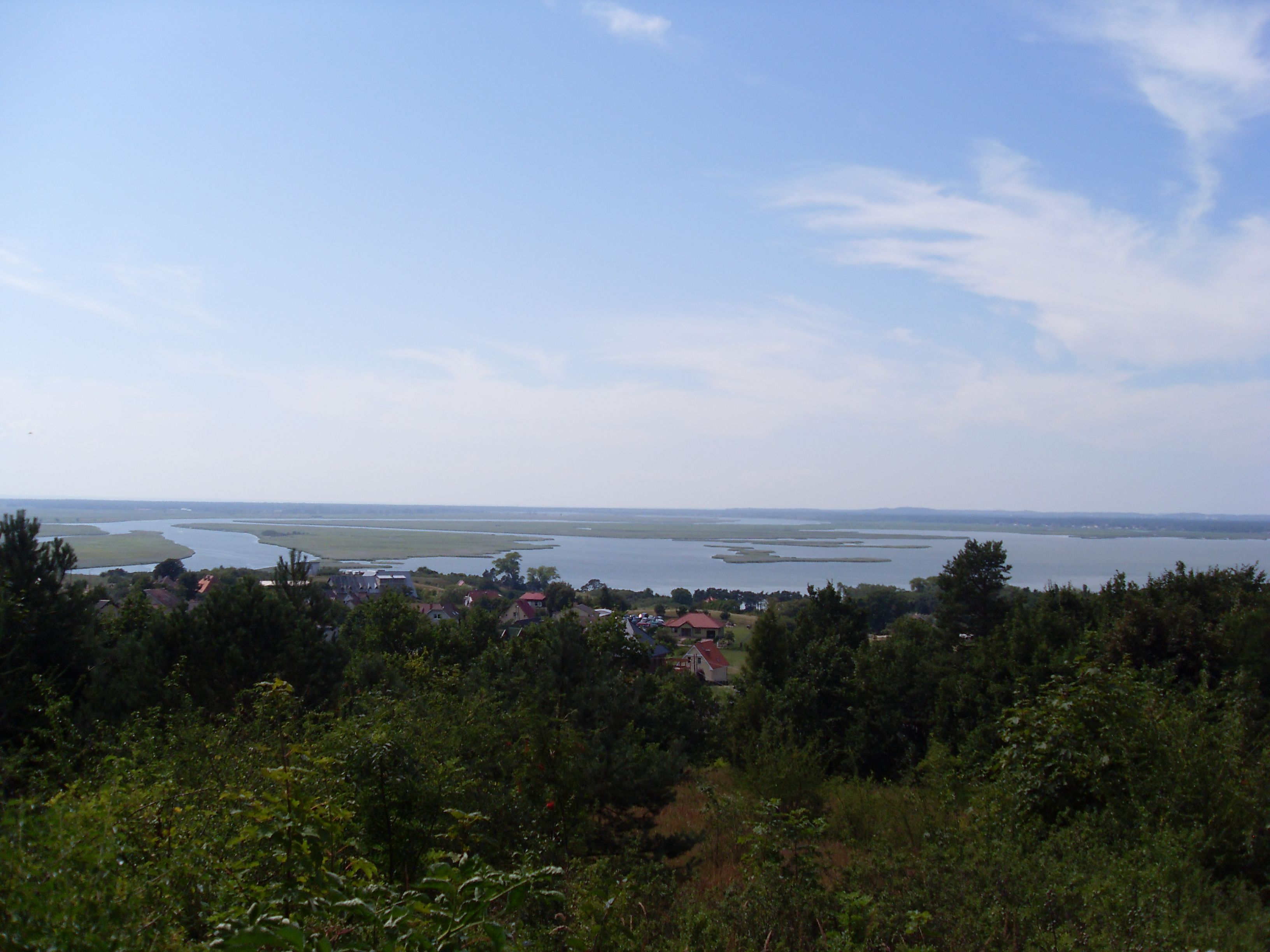
Lubin, der Große Vietziger See und das Swine-Delta (Ansicht von Osten vom Hügel „Zielonka“ aus)

Lubin (deutsch Lebbin) ist ein Dorf auf der Insel Wolin (Wollin); es gehört zur Gmina Międzyzdroje (Misdroy) im Powiat Kamieński der polnischen Woiwodschaft Westpommern.

## Geographische Lage
Das Dorf liegt etwa zwölf Kilometer südöstlich der pommerschen Ostsee-Hafenstadt Swinemünde auf der Insel Wollin am südwestlichen Ende der Misdroy-Lebbiner Endmoräne, die bis 90 m hoch ist und stellenweise steil nach Westen zum Großen Vietziger See (Wicko Wielkie), einer Bucht des Stettiner Haffs, abfällt. Es liegt unmittelbar an dem Ausgang der Alten Swine aus dem Stettiner Haff. Westlich des Dorfes liegt im Haff die Insel  Große Kricks (Wielki Krzek).

## Geschichte
Der bronzezeitliche Burgwall Lebbin ist ein Merkmal für eine frühzeitige Besiedlung der Gegend. Auf diesem älteren Burgwall wurde eine slawische Burg errichtet, die 1173 von den Dänen zerstört wurde. Der slawenzeitliche Burgwall war Teil einer größeren Siedlung, die neben Wollin (Jumne-Vineta) sehr bedeutsam war und das nördliche Haff beherrschte.
Bischof Otto von Bamberg besuchte den Ort, der bereits zu dieser Zeit wegen seiner günstigen Lage von besonderer Bedeutung war, auf seiner ersten Missionsreise nach Pommern im Jahre 1124. Ausgrabungen im Jahr 2009 legten innerhalb des Burgwalls die Fundamentreste einer Kirche frei, die wahrscheinlich 1124 von Otto von Bamberg geweiht worden war. Weiterhin wurden ein Friedhof aus dem 12. bis 13. Jahrhundert und die Fundamente eines Wohnturms aus dem 15. bis 16. Jahrhundert entdeckt.
Herzog Bogislaw I. von Pommern († 1187) schenkte im Jahre 1186 Lebbin zusammen mit einem großen Teil der Insel Wollin dem Bistum Cammin, das daraufhin in Lebbin eine Vogtei einrichtete. Der Vogt erhob von den die Swine passierenden Schiffen Zoll für die Durchfahrt.

Lebbin auf dem Südzipfel der Insel Wollin zwischen Großem Vietziger See und Großem Haff, auf einer Karte der Stadt Swinemünde und ihrer Umgebung von ca. 1908

Bei dem Dorf Lebbin, auf dem Wolliner Werder, lag früher das Schloss Lubin oder Lubbin. Das Schloss, das damals zur Dompropstei Wollin gehörte, wurde 1578/9 mit seinen Gütern vom pommerschen Herzog Johann Friedrich gegen einen Teil des Dorfes Kucklow eingetauscht, und Lebbin wurde dem pommerschen Amt Wollin zugeordnet.
Seit etwa 1600 wurden die in der Gegend zu Tage tretenden Oberturoner Kreidevorkommen genutzt. Der Stettiner Unternehmer Johannes Quistorp ließ sie für seine 1855 nördlich des Dorfs am Ufer des Großen Vietziger Sees gegründete Portlandzementfabrik abbauen, die die zweite in Deutschland und zeitweise die größte Europas war. Um 1890 hatte sie etwa 600 Beschäftigte. Quistorp ließ in Lebbin etwa 150 Werkswohnungen und weitere soziale Einrichtungen (z. B. Schule, Witwenhaus, Arbeiter-Bildungsinstitut, Genossenschafts-Kaufhaus) für seine Angestellten bauen. Die Kreidegruben lagen im Nachbarort Kalkofen (am 1. April 1937 nach Lebbin eingemeindet). Als der örtliche Kreideabbau für die Zementproduktion nicht mehr ausreichte, ließ sein Sohn und Erbe Martin Quistorp Kreide von der Insel Rügen mit eigenen Schiffen wie der Lebbin II über den Lebbiner Fabrikhafen anliefern. Bis fast zum Ende des Zweiten Weltkriegs wurde noch Kreide aus den Gruben geborgen. Dann wurden sie der Natur überlassen und liefen, nachdem man von 1948 bis 1954 den Kreideabbau in großem Stil noch einmal versucht hatte, voll Wasser. Der etwa 400 × 250 m große Kreidebruch von Kalkofen ist heute als „Türkissee“ (Jezioro Turkusowe) ein beliebtes Ausflugsziel im Nationalpark Wolin (Woliński Park Narodowy). Im See bricht sich das Licht auf eigentümliche Weise, was ihm einen türkisfarbenen Schimmer verleiht.
Bis 1945 gehörte die Landgemeinde Lebbin zum Landkreis Usedom-Wollin im Regierungsbezirk Stettin der Provinz Pommern. Bis 1937 gehörten zur Landgemeinde keine weiteren Wohnplätze. 1937 wurden die bisherigen Gemeinden Kalkofen, Stengow und Vietzig nach Lebbin eingemeindet.
Am Ende des Zweiten Weltkriegs wurde Lebbin Anfang Mai 1945 von der Roten Armee besetzt und anschließend, mit ganz Hinterpommern, unter polnische Verwaltung gestellt. Die Fabrikanlagen wurden 1945 abgebaut und als Reparationsleistung in die Sowjetunion transportiert. Es begann die Zuwanderung polnischer Zivilisten, die in dem Dorf angesiedelt wurden. Die Fabrikhallen und der Hafen wurden zur Fischerei und Fischverarbeitung genutzt. 

### Demographie
| Jahr | Anzahl Einwohner | Anmerkungen                                                           |
| ---- | ---------------- | --------------------------------------------------------------------- |
| 1818 | 127              | [ 10 ]                                                                |
| 1867 | 958              | am 3. Dezember                                                        |
| 1871 | 1231             | am 1. Dezember, davon 1228 Evangelische, keine Katholiken, drei Juden |
| 1925 | 1060             | [ 12 ]                                                                |
| 1933 | 2291             | [ 12 ]                                                                |
| 1939 | 2271             | [ 12 ]                                                                |

## Sehenswürdigkeiten
- Kirche Unserer Lieben Frau von Jasna Góra, einschiffiger neugotischer Ziegelbau mit Westturm und Staffelgiebeln, errichtet von 1858 bis 1862
- Gedächtnisfriedhof mit Gedenkstein, „Zum Gedenken der ehemaligen Bewohner“ in deutscher und polnischer Sprache und mit einem Lapidarium deutscher Grabsteine, im Jahre 2007 angelegt[13]
- Aussichtspunkt „Zielonka“ von den Lebbiner Bergen auf das Rückstromdelta der Swine, Blick auf die Inseln des Deltas[14]
- Jezioro Turkusowe („Türkissee“) in Kalkofen, ca. 400 × 250 m großer ehemaliger Kreidebruch

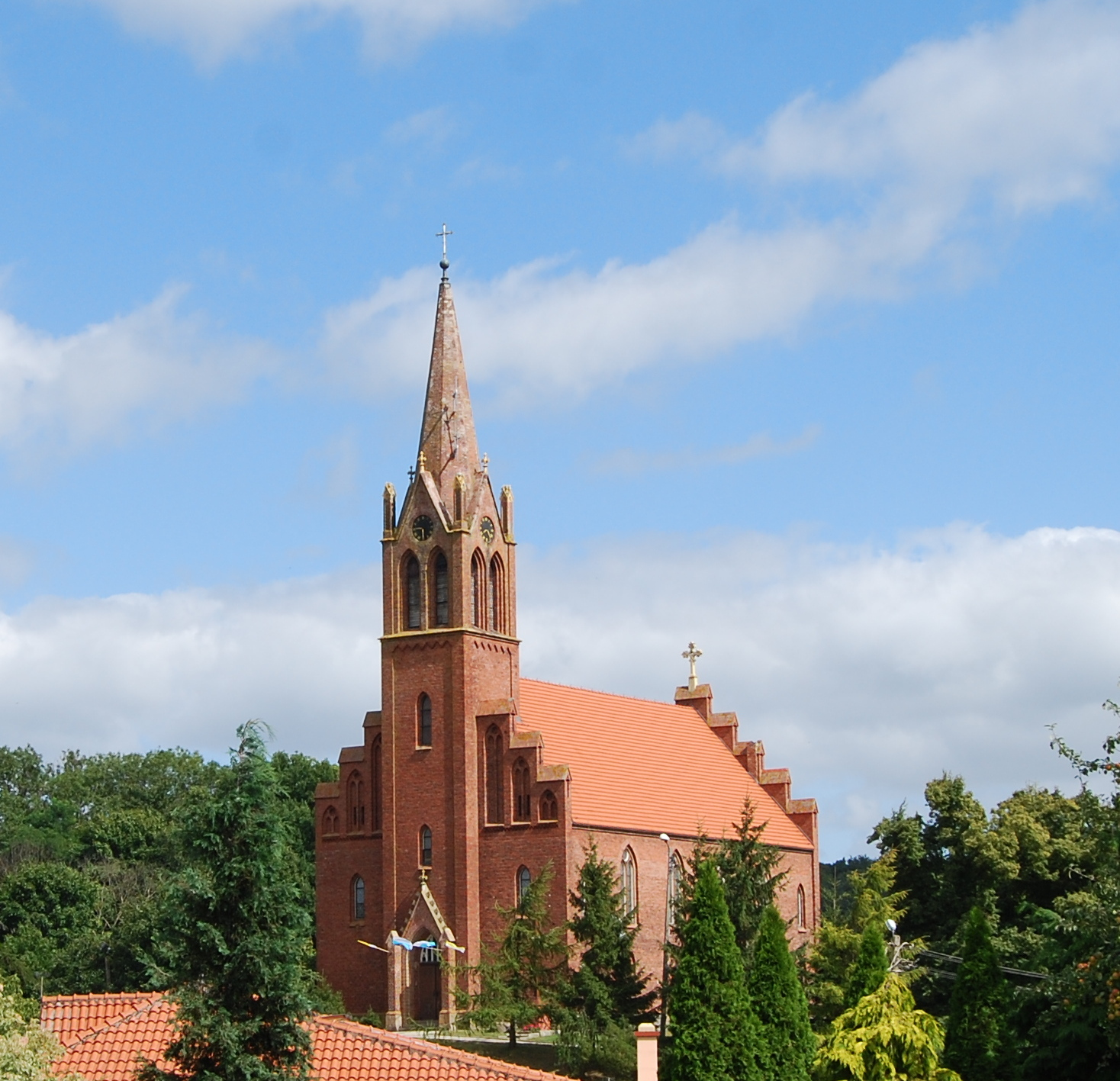
Dorfkirche
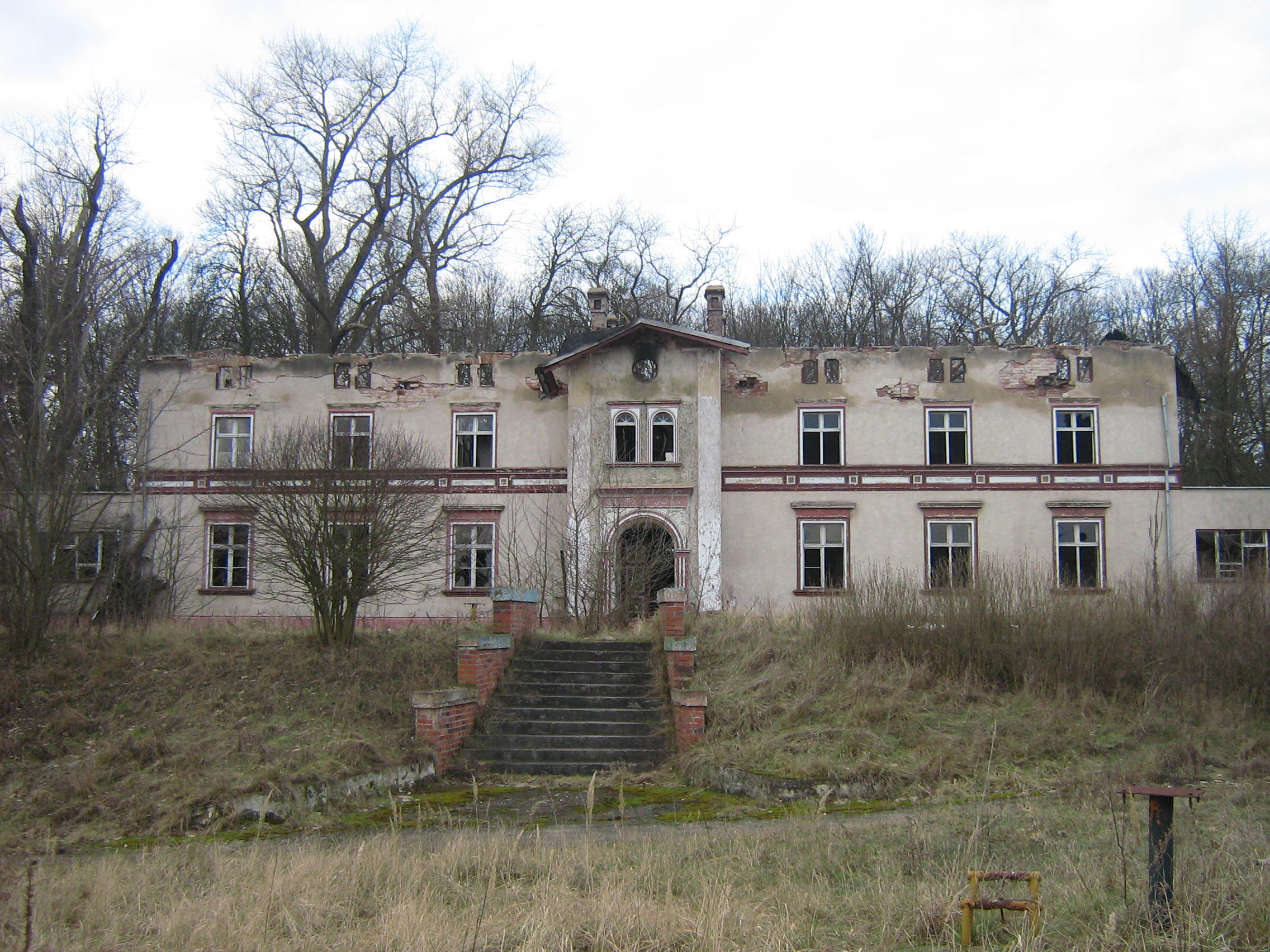
Ruine von Johannes Quistorps „Arbeiter-Bildungsinstitut“ in Lebbin
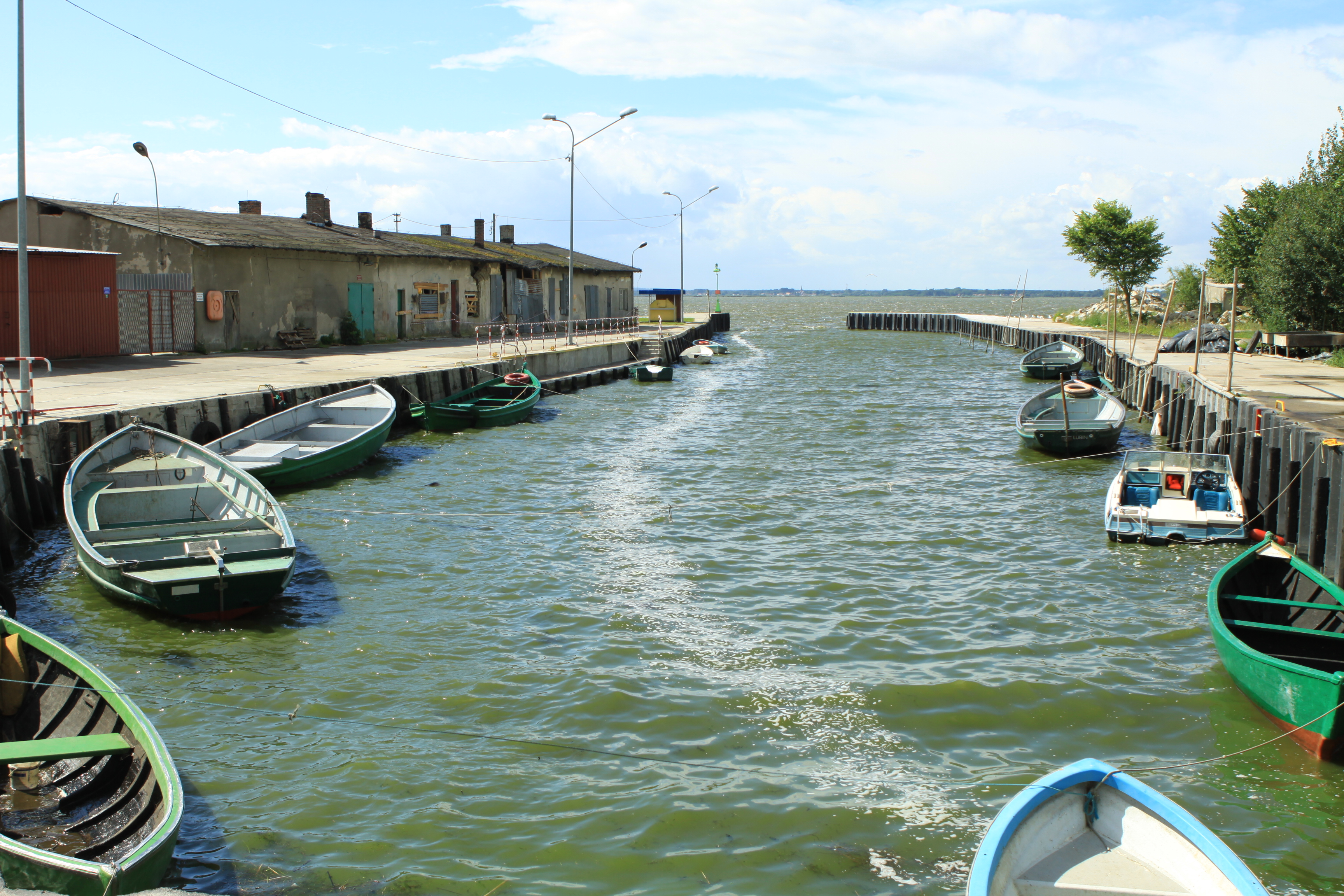
Hafen Lubin (2013)
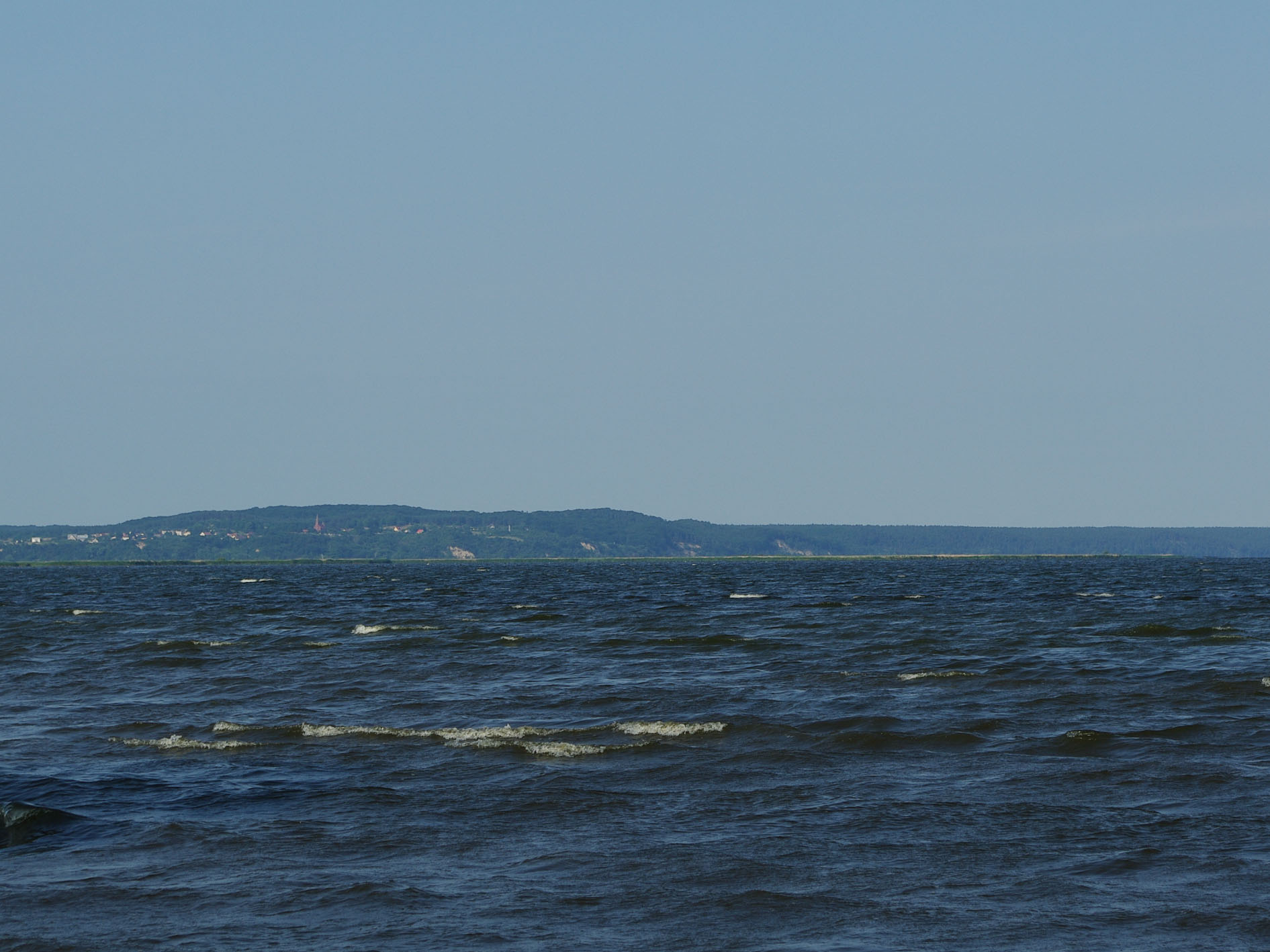
Lubin und Lebbiner Berge (Lubin-Wapnica-Hügel) von Westen gesehen